# El deseo en otoño
El deseo en otoño es una película de drama psicológico mexicana de 1972 dirigida por Carlos Enrique Taboada y protagonizada por Maricruz Olivier, Guillermo Murray, Sonia Furió, Silvia Mariscal y Queta Lavat.

## Argumento
Elena es una maestra de química que toda la vida ha vivido a la sombra de su madre, quien siempre la manipuló y la llenó de temores, en especial en contra de los hombres, a fin de mantenerla cerca. Al morir la madre de Elena, ésta queda petrificada, sola y deshecha, pidiéndole ayuda a su mejor amiga y colega en el colegio en el que trabaja, Clara, quien guardaba en secreto un sentimiento apasionado e intenso hacia ella, a pesar de que Elena no la ve más que como a una muy cercana amiga. Elena le pide que se vaya a vivir con ella para amortiguar la soledad y Clara acepta encantada.
Un día, el notario avisa a Elena que tiene un documento para ella, ésta se sorprende al ver que es una carta de su madre, donde le dice que le ha dejado dinero que ahorró toda su vida. Elena es millonaria, pero sigue triste, manteniendo un estilo de vida sencillo, rutinario, sin mayores aspiraciones que seguir enseñando y lidiar con la rebeldía de sus alumnos; ella no cree que pueda haber algo más para una mujer soltera de su edad, mucho menos amor.
Presionada por el director del colegio para que se dé un descanso, Elena toma un tiempo para vacacionar sola. Es entonces cuando, conoce a Víctor, un hombre viudo, atractivo, que dice también tener dinero. Pronto se enamoran y se casan.
Elena regresa a casa hecha toda una señora, con nuevo look y su nuevo marido. Clara, herida y celosa, desconfía de Víctor, su viudez y su pasado; lo considera un oportunista que anda detrás del dinero de Elena. La relación entre Víctor y Clara se vuelve hostil. Elena no duda en poner por encima a su marido y echa a Clara de su casa. 
Elena empieza a recibir cartas anónimas avisándole que está en grave peligro al lado de Víctor. A la par, Víctor se dedica a gastar el dinero de su esposa, alegando que se lo pagará cuando reciba la transferencia de todo su dinero del extranjero, mismo que parece nunca llegar. Víctor compra dos seguros de vida, uno para ella y el otro para él y presiona a Elena a firmar. Tras accidente en casa, Elena llega a la conclusión de que Víctor es un oportunista sin dinero, que está tratando de matarla para quedarse con el de ella y el del seguro. Aterrada, Elena mata a Víctor.
Poco después de la muerte de su marido, Elena es contactada por parte del abogado que llevaba todos los asuntos de Víctor, para informarle que ha sido transferida la fortuna de Víctor a México a favor de ella. Elena al darse cuenta de que asesinó al hombre que amaba y que en realidad sí era rico, por ende, inocente, cae en un estado de desesperación. Poco después, Elena descubre que dos de sus alumnos, la hija del director del colegio y su novio, eran los responsables de enviar los anónimos, ya que el tipo de papel en el que los anónimos venían es el mismo que un tipo de papel que la alumna tiene. Temiendo un severo castigo por parte de la escuela, ellos le confiesan que su intención era jugarle una broma como venganza por un castigo recibido previamente, sin embargo también revelan que ellos solo mandaron un par de cartas, ya que la maestra Clara los descubrió y les quitó las hojas de papel. Elena les dice que tienen que hacer una prueba de laboratorio para demostrar que merecen aprobar la materia, les entrega un reactivo y les pide que lo usen siguiendo las indicaciones de un ejercicio de su libro de química. Elena se marcha, los jóvenes ponen manos a la obra, la sustancia explota, matando a los dos alumnos.
Más tarde Clara se encuentra con una perturbada Elena, ella la confronta respecto a los anónimos, Clara no tiene más remedio que confesar su culpabilidad y parte de los sentimientos que la llevaron a querer separarlos. Elena le dice que ella tiene también que pagar por lo que hizo y la mata. Después se derrumba, quebrada emocionalmente, junto al cadáver de su amiga, mientras le parece escuchar la voz de su madre advirtiéndole sobre nunca amar a nadie.

## Reparto
- Maricruz Olivier como Elena
- Guillermo Murray como Víctor de la Torre
- Sonia Furió como Clara
- Silvia Mariscal como Silvia
- Queta Lavat como tía de Elena
- Juan Peláez como Javier
- Pilar Sen como mamá de Elena
- Enrique Pontón como don Esteban

## Adaptación
- La cadena de televisión mexicana Televisa realizó una adaptación en forma de telenovela en 1988, bajo el título de "Nuevo amanecer" protagonizada por Jacqueline Andere, Pedro Armendáriz Jr. y Blanca Guerra, en los roles principales.